# Benjamin Kiptoo
Benjamin Kolum Kiptoo (ur. 1979) – lekkoatleta kenijski, maratończyk.

## Sukcesy
- Zwycięzca maratonu rzymskiego (2009)
- Zwycięzca maratonu paryskiego (2011)

Kiptoo reprezentował Kenię podczas mistrzostw świata (2009), nie ukończył jednak biegu maratońskiego.

## Rekordy życiowe
- maraton – 2:06:29 (2011)